# والش (كولورادو)
والش (بالإنجليزية: Walsh, Colorado)‏ هي بلدة تقع في مقاطعة باكا، كولورادو بولاية كولورادو في الولايات المتحدة. تبلغ مساحتها 1.2 (كم²)، وترتفع عن سطح البحر 1205 م، بلغ عدد سكانها 546 نسمة في عام 2010 حسب إحصاء مكتب تعداد الولايات المتحدة وتصل الكثافة السكانية فيها 471.3 نسمة/كم2.

## وصلات خارجية
- www.townofwalsh.com
- The US50 - Cities and Towns in Colorado State
- Colorado Cities and Towns, Facts, Map, Flag, Colleges, Government, and More